# Classe Portland
La classe Portland est une classe de deux croiseurs lourds de l'US Navy  des années 1930. Elle a été la troisième construite conformément aux stipulations du traité de Washington de 1922, limitant le déplacement à un maximum de 10 000 tonnes et le calibre maximum à 8 pouces (203 mm) pour la batterie d'artillerie principale. Les deux navires ont eu un rôle notable dans la guerre du Pacifique. Le croiseur éponyme a été l'un des plus décorés de l'US Navy, avec 16 citations pour le service Asie-Pacifique, et l'USS Indianapolis a été, sauf indisponibilité, le navire amiral de l'amiral Spruance  pendant son temps de commandement des forces navales américaines du Pacifique central et a été perdu dans des circonstances dramatiques.

## Caractéristiques
C'est une classe dans la continuité de la classe Northampton, les ingénieurs essayant de gommer les défauts des navires de cette dernière. Les deux navires s'intercalent avec leur immatriculation d'origine, CL-33 et CA-35, entre l'USS New Orleans, l'USS Astoria et l'USS Minneapolis, de la classe New Orleans, dont ils constituent une sorte de sous-classe.

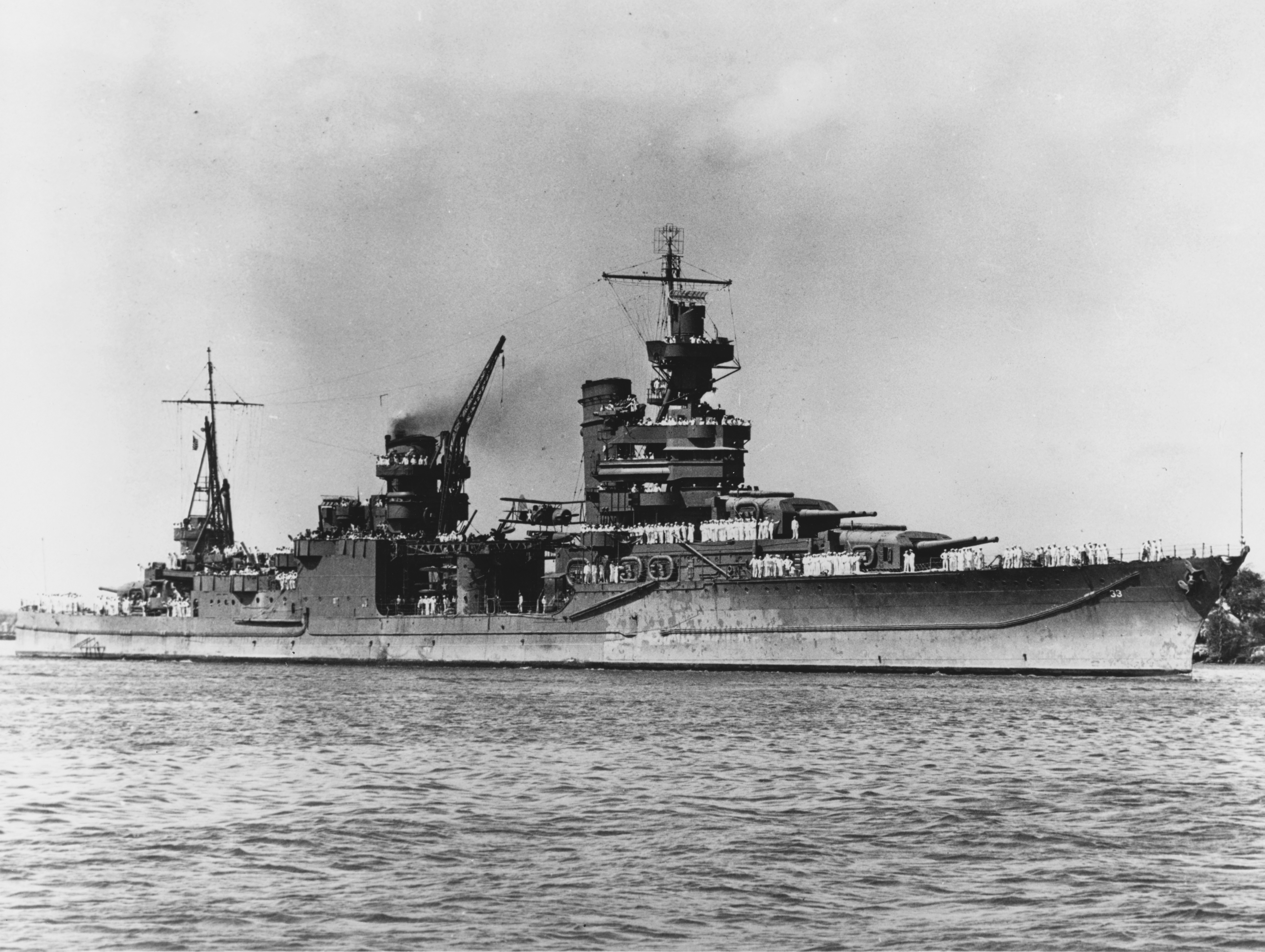
L'USS Portland (CA-33), à Pearl-Harbor, en 1942

L'armement était identique à celui des précédents « croiseurs du traité » américains, avec neuf canons de 203 mm/55 calibres Mark 9 en trois montages triples sous tourelles, et 8 affûts simples de 127 mm/25 calibres pouvant tirer contre avions. L'artillerie anti aérienne comptait quatre affûts quadruples de 40 mm et 22 affûts simples de 20 mm, des radars de contrôle de tir et de veille ont été ajoutés. 

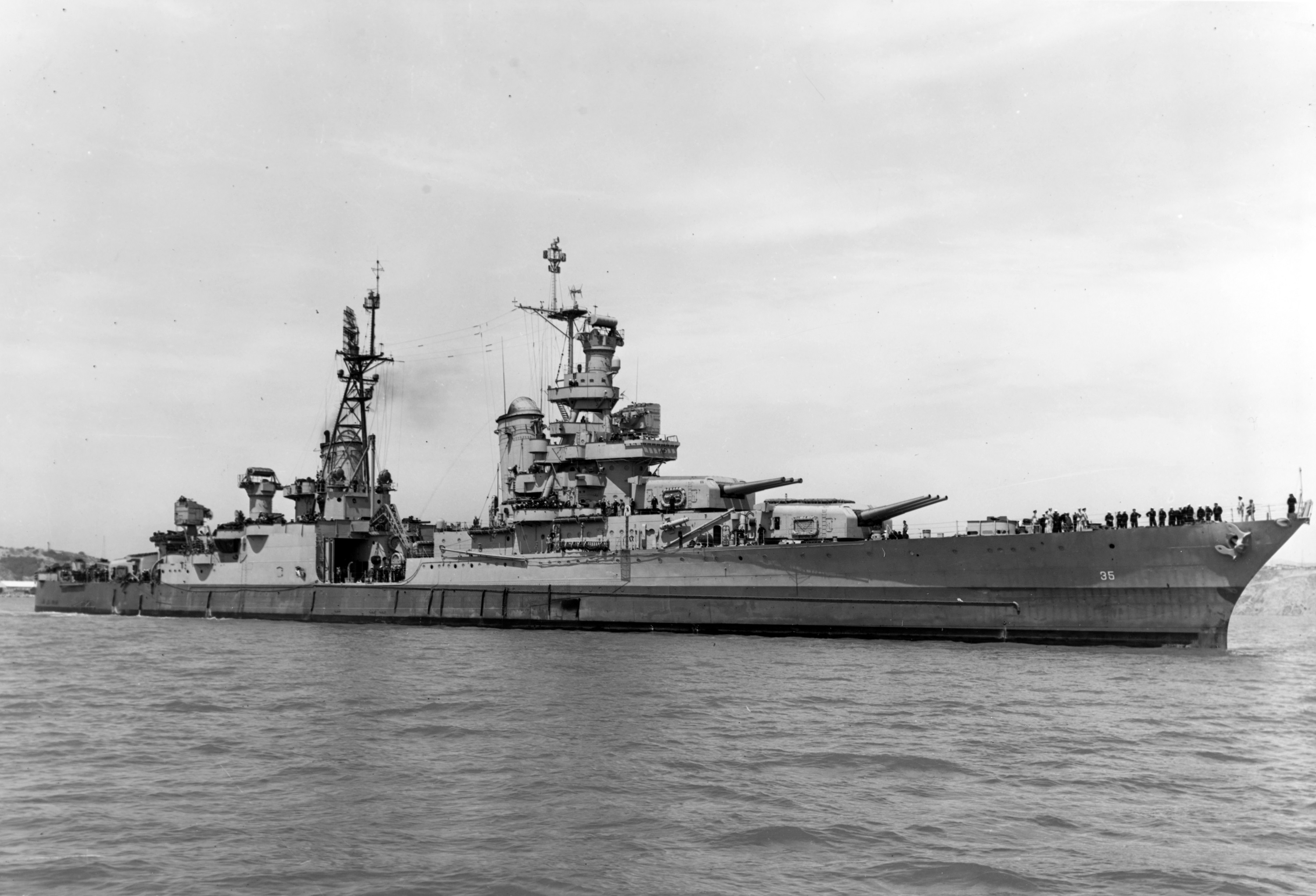
L', le 10 juillet 1945

Mais la protection a été augmentée, de façon assez comparable à ce que l'on observait sur les croiseurs italiens de la classe Zara par rapport à la classe Trento ou français de la classe Suffren par rapport à la classe Duquesne. La ceinture blindée atteignait 100 mm au lieu de 75, le pont inférieur 50 mm, les tourelles 75 mm au lieu de 57, les barbettes 50 mm au lieu de 37.
Par rapport à la classe Northampton, la passerelle était plus haut, le tripode avant plus court, 
la station principale de conduite de tir plus bas et le tripode principal plus léger.

## Navires
| Nom          | Pennant number | Chantier naval                 | Lancement       | Mise en service  | Fin de service                |
| ------------ | -------------- | ------------------------------ | --------------- | ---------------- | ----------------------------- |
| Portland     | CA-33          | Fore River à Quincy            | 21 mai 1932     | 23 février 1933  | Déconstruit le 6 octobre 1959 |
| Indianapolis | CA-35          | New York Shipbuilding à Camden | 7 novembre 1931 | 15 novembre 1932 | Coulé le 30 juillet 1945      |

## Service

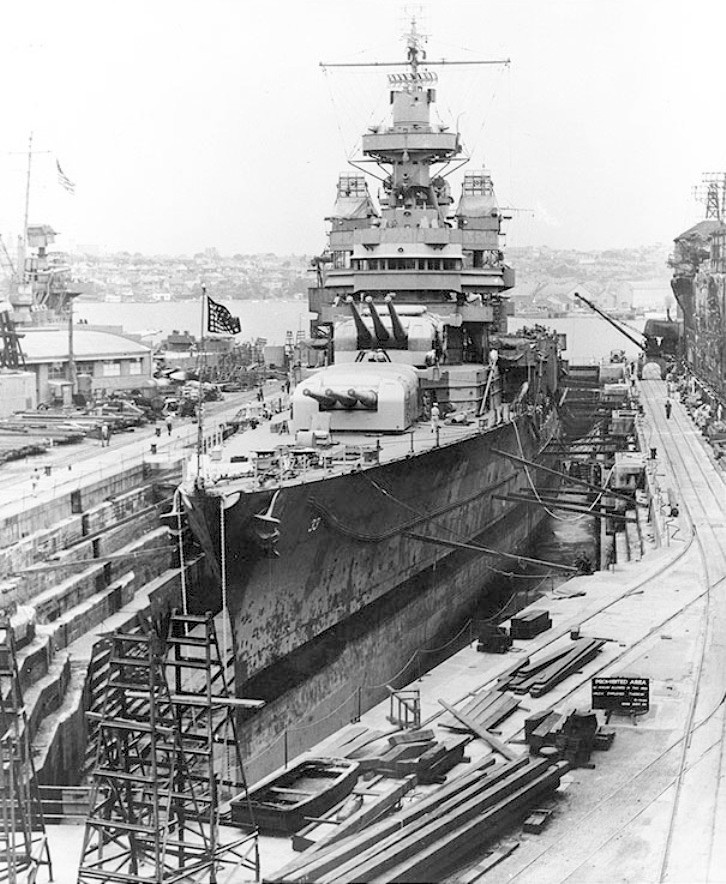
Le USS Portland à Sydney en 1942, en réparation après les dommages subis devant Guadalcanal.

- Le USS Portland a pris part à la bataille de la mer de Corail en mai 1942, où il recueillit plusieurs centaines de rescapés de l'USS Lexington, puis à la bataille de Midway en juin 1942. Il a couvert le débarquement à Guadalcanal, début août 1942, puis il participe, notamment, à la bataille des îles Santa Cruz, où son commandant, le captain DuBose[2]  a reçu la Navy Cross pour sa façon d'assurer l'escorte de l'USS Enterprise. Lors de la bataille navale de Guadalcanal, le 13 novembre 1942, il a été endommagé par une torpille japonaise mais son combat au canon à courte distance avec le cuirassé rapide Hiei a valu au captain DuBose la seconde de ses trois Navy Crosses. En 1943, il a participé à la reconquête des îles aléoutiennes occupées par les Japonais et à l'attaque des îles Gilbert.  En 1944, il a participé aux opérations contre les îles Marshall, et sur la côte de Nouvelle-Guinée. Il a été présent à la bataille du détroit de Surigao, où il a endommagé le Mogami. Il a participé en 1945 à la reconquête des Philippines et à la bataille d'Okinawa. Retiré du service actif, avec 16 battle stars, après la guerre, il fut démantelé en 1959.

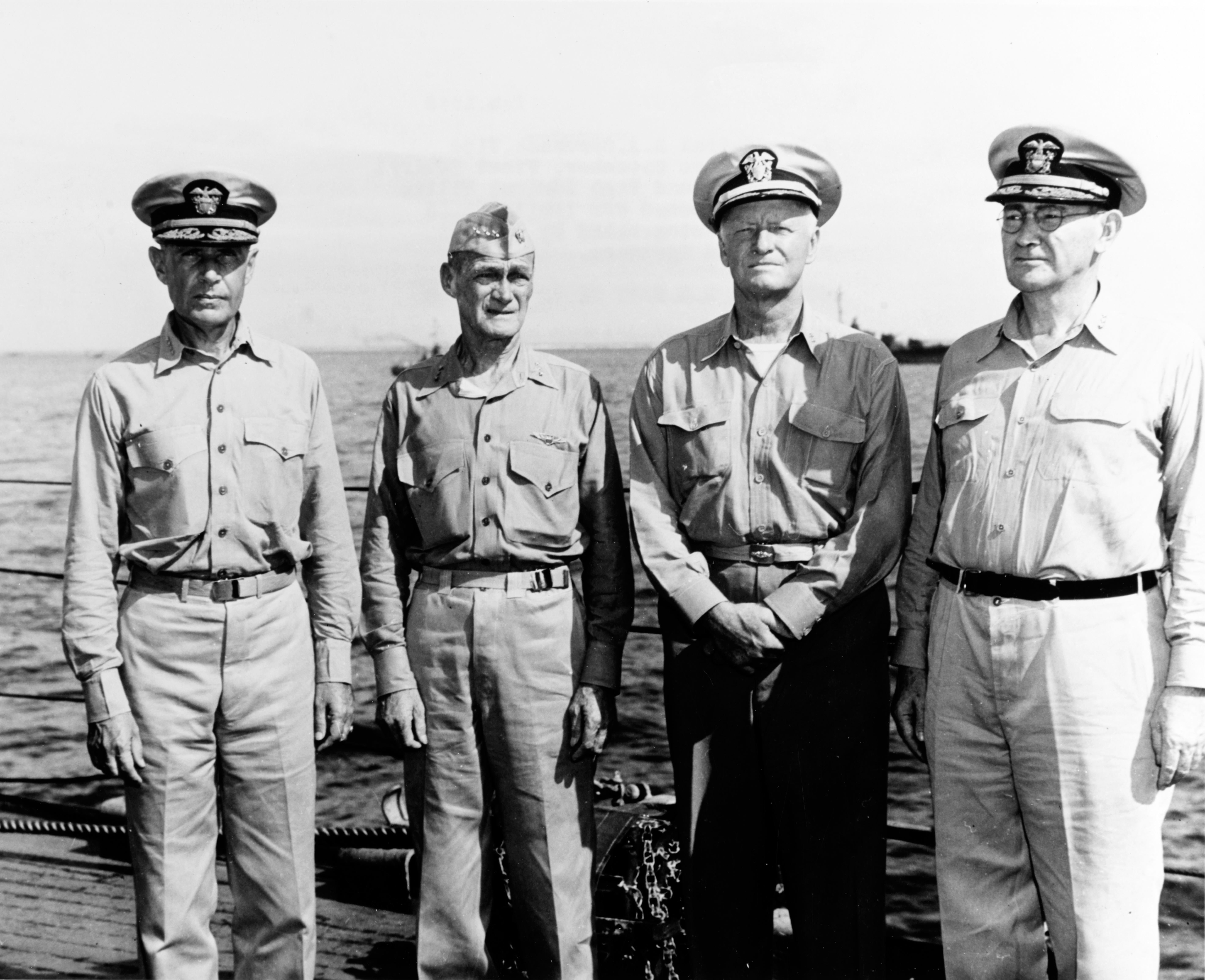
Sur l'USS Indianapolis, navire amiral de la Flotte, en février 1945

- L’USS Indianapolis a accueilli à son bord le président Franklin D. Roosevelt en 1933, 1934 et 1936. Puis il a servi comme navire de soutien aux porte-avions durant les combats aéronavals des îles Aléoutiennes en 1943. Il a été le navire amiral de l'amiral Raymond Spruance, fidèle à la ville où il fit ses études. Il a été endommagé plusieurs fois par les kamikaze devant Okinawa. Après sa dernière réparation, il a, dans une mission secrète, apporté à Tinian l'uranium enrichi de la bombe atomique Little Boy qui sera larguée sur Hiroshima le 6 août 1945. Ralliant ensuite Leyte  sans escorte, il a été torpillé par le sous-marin japonais I-58 le 30 juillet 1945. Les conditions de sa perte, le nombre des victimes, le traitement infligé au commandant, ont suscité la polémique. Ce fut le dernier croiseur perdu par l'US Navy, dans la guerre du Pacifique.